# Bureau de la Rivière
Bureau de la Rivière († 1400) war Kämmerer des Königs Karl V. und Berater des Königs Karl VI.

## Leben
Bureau de la Rivière war der Sohn von Jean de la Rivière († vor 1349) und Isebeau Angerant. Er stand bereits im Dienst Karls V., als dieser noch Regent war, und wurde nach der Thronbesteigung (1364) dessen Kämmerer und Berater. Er war unter allen Höflingen in der Umgebung des Königs derjenige, der dem Monarchen am nächsten stand, war für ihn eher ein Freund und Vertrauter. Dieser betraute ihn mit zahlreichen diplomatischen Missionen, darunter auch den Vertrag mit Kastilien, den er 1380 abschloss.
Nach dem Tod Karls V. im gleichen Jahr fiel er auf Betreiben Walrams III. von Luxemburg, Graf von Saint-Pol, in Ungnade. Erst mit dem Ende der Regierung der Herzöge (1388) kehrte er an der Spitze der Marmousets an die Macht zurück. Auf ihnen gehen zum großen Teil die Reformverfügungen Karls von Februar und März 1389 zurück.
Der Ausbruch von Karls Geisteskrankheit 1392 brachte die Rückkehr der Herzöge und das Ende der Macht der Marmousets. Bureau de la Rivière flüchtete sich in sein Château d'Auneau, wo er im Oktober 1392 verhaftet wurde. Man warf ihm – ebenso wie Jean Le Mercier – seine Arbeit vor, aber auch den Reichtum, den er dabei erworben hatte. Am 31. Januar 1394 wurde er freigelassen. Nach seiner Verbannung zog er sich in die Dauphiné zurück. Er kam noch einmal nach Paris, wo er aber keine Rolle mehr spielte.
Nach seinem Tod erhielt Bureau de la Rivière – wie Bertrand du Guesclin und Louis de Sancerre – das außergewöhnliche Privileg, in der Basilika Saint-Denis beerdigt zu werden. Jean de la Grange erreichte, dass seine Statue in den Beau Pilier an der Nordfassade der Kathedrale von Amiens eingearbeitet wurde.
Bei der Plünderung der Königsgräber von Saint-Denis während der Französischen Revolution wurde sein Grab am 20. Oktober 1793 geöffnet und geplündert, seine Überreste wurden in einem Massengrab außerhalb der Kirche beerdigt.